# Canton de Saint-Julien-du-Sault
Le canton de Saint-Julien-du-Sault est une ancienne division administrative française, située dans le département de l'Yonne et la région Bourgogne-Franche-Comté.

## Composition
| Nom                               | Code Insee | Intercommunalité                       | Superficie (km2) | Population (dernière pop. légale) | Densité (hab./km2) |
| --------------------------------- | ---------- | -------------------------------------- | ---------------- | --------------------------------- | ------------------ |
| Saint-Julien-du-Sault (chef-lieu) | 89348      | CC du Jovinien                         | 23,81            | 2 388 (2014)                      | 100                |
| La Celle-Saint-Cyr                | 89063      | CC du Jovinien                         | 18,57            | 821 (2014)                        | 44                 |
| Cudot                             | 89133      | CC du Jovinien                         | 19,11            | 342 (2014)                        | 18                 |
| Précy-sur-Vrin                    | 89313      | CC du Jovinien                         | 21,16            | 456 (2014)                        | 22                 |
| Saint-Loup-d'Ordon                | 89350      | CC de la Cléry, du Betz et de l'Ouanne | 17,67            | 258 (2014)                        | 15                 |
| Saint-Martin-d'Ordon              | 89353      | CC du Jovinien                         | 10,17            | 406 (2014)                        | 40                 |
| Saint-Romain-le-Preux             | 89366      | CC de Jovinien                         | 10,36            | 192 (2013)                        | 19                 |
| Sépeaux                           | 89388      | CC de Jovinien                         | 19,91            | 422 (2013)                        | 21                 |
| Verlin                            | 89440      | CC du Jovinien                         | 14,10            | 437 (2014)                        | 31                 |

## Représentation

### Conseillers généraux de 1833 à 2015
| Période | Période      | Identité                          | Étiquette     | Qualité |
| ------- | ------------ | --------------------------------- | ------------- | --- |
| 1833    | 1836         | Jacques Auguste Genty (1791-1869) |               | Ancien notaire royal Maire de Saint-Julien-du-Sault                                                                     |
| 1836    | 1861         | Arsène Protat (1796-1873)         |               | Propriétaire, notaire Maire de Saint-Julien-du-Sault                                                                    |
| 1861    | 1870         | Ernest Barry                      |               | Maire de Précy-sur-Vrin                                                                                                 |
| 1870    | 1900 (décès) | Gustave Coste                     | Républicain   | Docteur-médecin Maire de Saint-Julien-du-Sault (1867-1900) Sénateur de l'Yonne (1890-1900) Président du Conseil Général |
| 1900    | 1919         | Ernest Martin Roncin              | Rad.          | Maire de Saint-Julien-du-Sault                                                                                          |
| 1919    | 1940         | Louis Delapierre                  | Rad.          | Maire de La Celle-Saint-Cyr, conseiller d'arrondissement                                                                |
|         |              |                                   |               | |
| 1945    | 1957 (décès) | Paul Gagnard                      | SFIO          | Entrepreneur de maçonnerie Conseiller municipal de Saint-Julien-du-Sault                                                |
| 1957    | 1988         | Jean-Paul Coffre                  | Rad. puis UDF | Inspecteur général du tourisme Maire de Saint-Julien-du-Sault (1965-1989)                                               |
| 1988    | 2015         | Guy Bourras                       | NC-UDI        | Directeur commercial SNCF retraité Maire de Saint-Julien-du-Sault (depuis 1989)                                         |

### Conseillers d'arrondissement (de 1833 à 1940)
Le canton de Saint-Julien appartenait à l'arrondissement de Joigny jusqu'à sa disparition en 1926.
| Période                                  | Période      | Identité                               | Étiquette   | Qualité |
| ---------------------------------------- | ------------ | -------------------------------------- | ----------- | --- |
| 1833                                     | 1839         | Charles Augustin Bourgoin (1785-1859)  |             | Fabricant de draps, propriétaire, adjoint au maire de Saint-Julien-du-Sault                                 |
| 1839                                     | 1848         | Aubin-Pierre-Arsène Protat (1796-1873) |             | Notaire à Saint-Julien-du-Sault                                                                             |
| 1848                                     | 1852         | Ernest Barry (1806-1879)               |             | Propriétaire, maire de Précy (1855-1870)                                                                    |
| 1852                                     | 1867         | Louis Charles Alphonse Pophillat       |             | Suppléant du juge de paix, maire de La Celle-Saint-Cyr                                                      |
| 1867                                     | 1870         | Gustave Coste                          | Républicain | Médecin, maire de Saint-Julien-du-Sault                                                                     |
| 1870                                     | 1877 (décès) | François Antide Roy (1813-1877)        |             | Médecin à La Celle-Saint-Cyr                                                                                |
| 1877                                     | 1889         | Ulysse de Courcy                       |             | Géomètre, La Celle-Saint-Cyr                                                                                |
| 1889                                     | 1895         | Victor Bertrand                        |             | Propriétaire à Verlin, maire de Saint-Martin-d'Ordon                                                        |
| 1895                                     | 1901         | Basile Auguste Michecoppin             |             | Ancien notaire, Saint-Julien-du-Sault                                                                       |
| 1901                                     | 1919         | Louis Delapierre                       | Radical     | Propriétaire à La Celle-Saint-Cyr                                                                           |
| 1919                                     | 1931         | Charles Dieu                           |             | Instituteur, conseiller municipal de Saint-Julien-du-Sault                                                  |
| 1931                                     | 1940         | René Thiault                           |             | Agriculteur à Verlin                                                                                        |
| Les données manquantes sont à compléter. |              |                                        |             | |
| 1940                                     |              |                                        |             | Les conseils d'arrondissement ont été suspendus par la loi du 12 octobre 1940 et n'ont jamais été réactivés |

## Démographie
| 1962  | 1968  | 1975  | 1982  | 1990  | 1999  | 2006  | 2011  | 2012  |
| ----- | ----- | ----- | ----- | ----- | ----- | ----- | ----- | ----- |
| 4 807 | 4 563 | 4 688 | 4 638 | 4 718 | 5 240 | 5 458 | 5 670 | 5 702 |